# Литтман, Дэн
Дэн Р. Литтман (англ. Dan R. Littman, род. Бухарест) — американский иммунолог, наиболее известный своими работами по Т-лимфоцитам. Литтман — профессор молекулярной иммунологии в Нью-Йоркском университете, исследователь Медицинского института Говарда Хьюза и член Национальной академии наук США. 15 октября 2012 года он был избран членом Института медицины. В 2013 году он стал соредактором журнала Annual Review of Immunology.